# Tekadi
Tekadi è una suddivisione dell'India, classificata come census town, di 17.179 abitanti, situata nel distretto di Nagpur, nello stato federato del Maharashtra. In base al numero di abitanti la città rientra nella classe IV (da 10.000 a 19.999 persone).

## Geografia fisica
La città è situata a 21° 16' 01 N e 79° 13' 29 E.

## Società

### Evoluzione demografica
Al censimento del 2001 la popolazione di Tekadi assommava a 17.179 persone, delle quali 9.139 maschi e 8.040 femmine. I bambini di età inferiore o uguale ai sei anni assommavano a 1.954, dei quali 1.018 maschi e 936 femmine. Infine, coloro che erano in grado di saper almeno leggere e scrivere erano 12.765, dei quali 7.321 maschi e 5.444 femmine.